# Mbomou

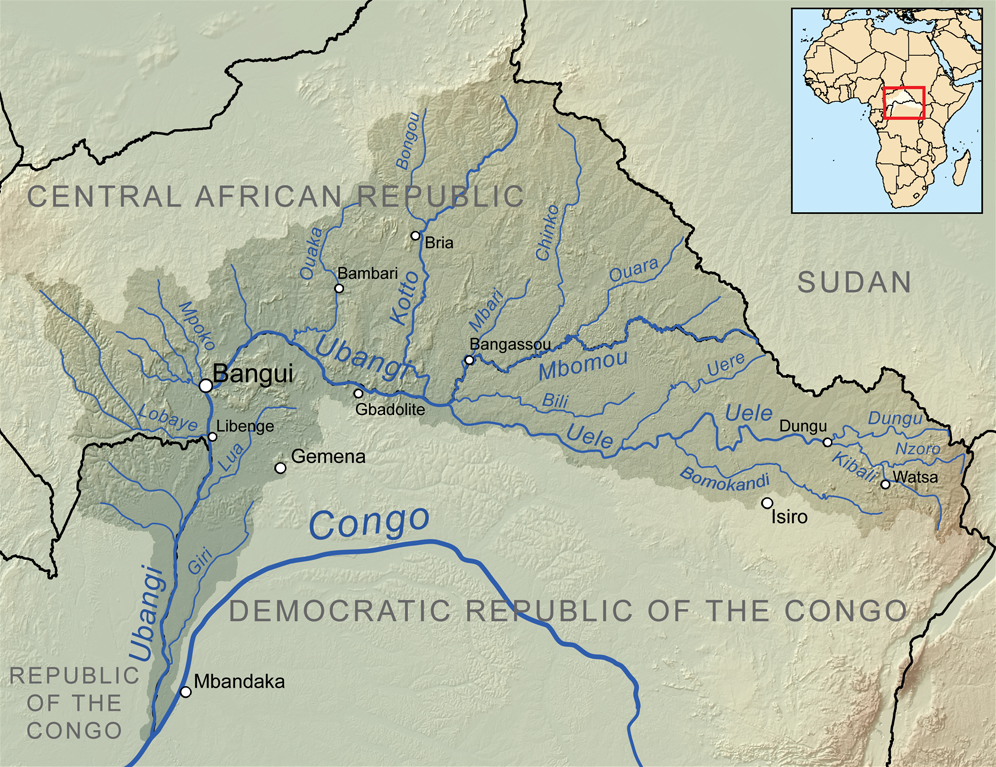
Mbomou - Ubangi vízgyűjtő területe.

A Mbomou (vagy Bomu) folyó a Közép-afrikai Köztársaság és a Kongói Demokratikus Köztársaság egyik határfolyója.

## Jellemzői
A Mbomou és az Uele folyók összefolyása hozza létre az Ubangi folyót. Innentől az Ubangi a határ.